# ژیله

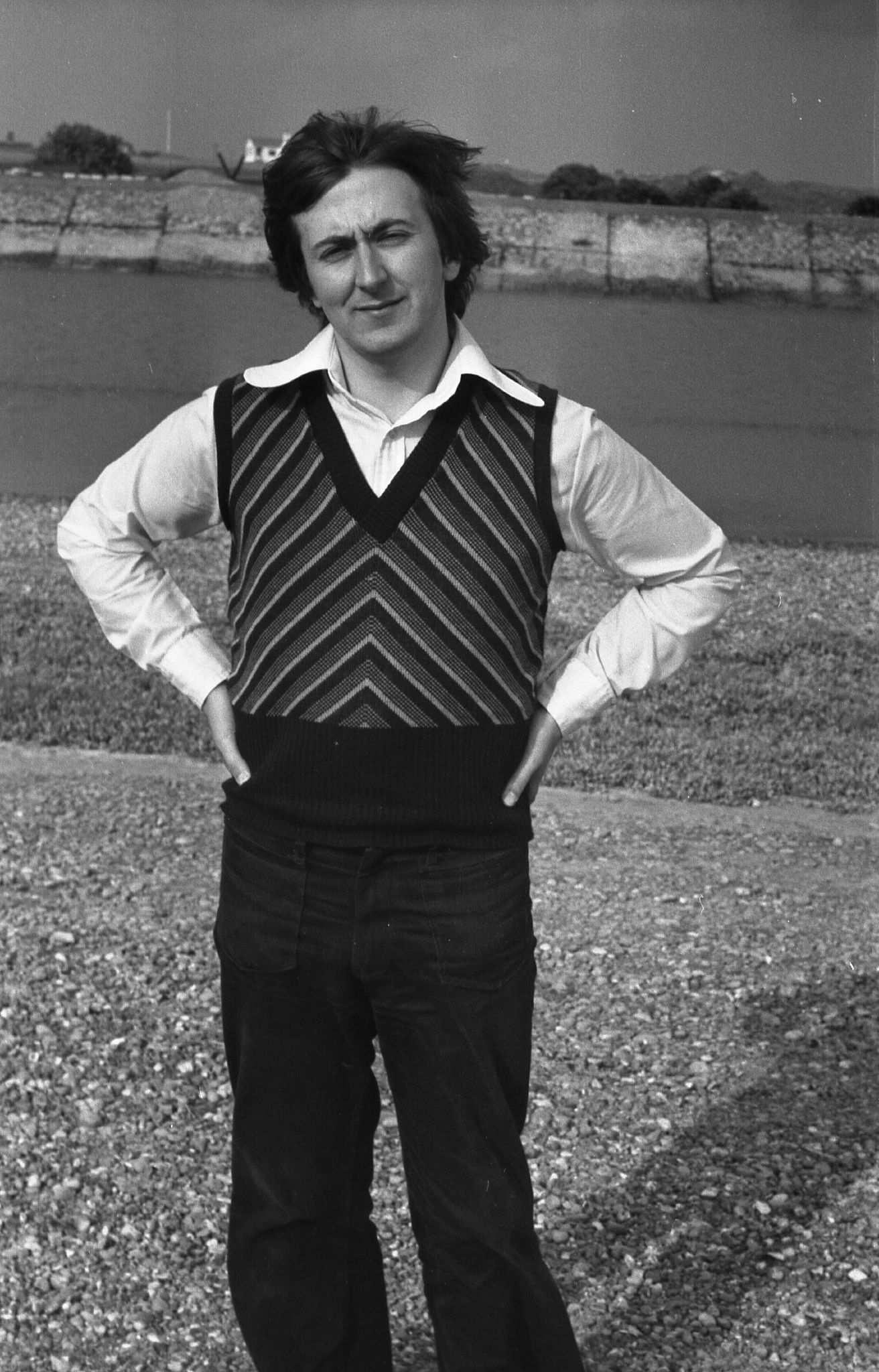
یله

ژیله (به فرانسوی: gilet؛ تلفظ در فرانسوی: [ʒi'lɛ]، تلفظ در انگلیسی: ‎/dʒɪˈleɪ/‎) گونه‌ای پوشاک بدون آستین و جلوبسته ویژهٔ برای بالاتنه است. ژیله‌ها در دنیای مُد و پوشاک به پوشش‌های بافته‌شده از نخ یا پشم به‌صورت دستی یا ماشینی گفته می‌شود که در فصول سرد سال روی پیراهن و زیر کت یا کاپشن پوشیده می‌شود. ژیله نیز، همانند جلیقه، بدون آستین است. ژیله‌ها از الیاف مختلفی بافته می‌شوند. این الیاف ممکن است الیاف طبیعی مثل پشم و پنبه یا الیاف مصنوعی باشند.

## نگارخانه

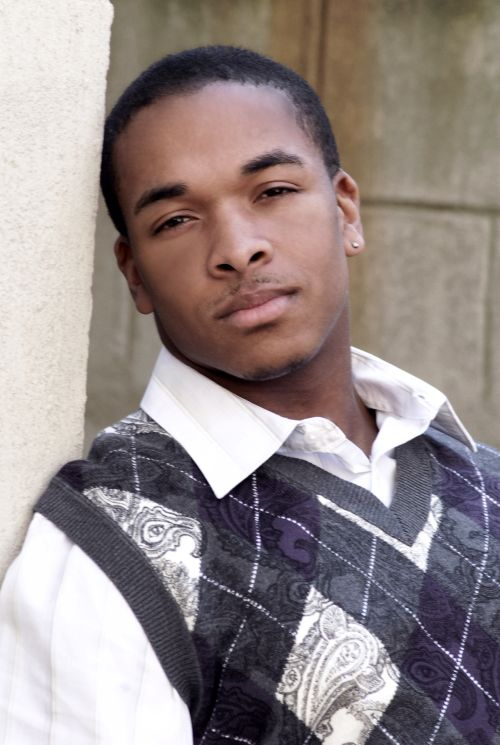
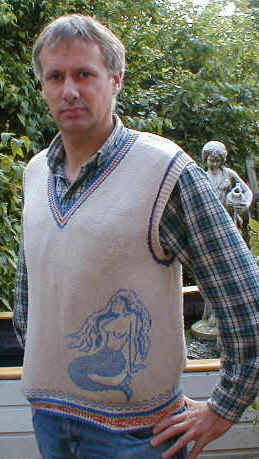
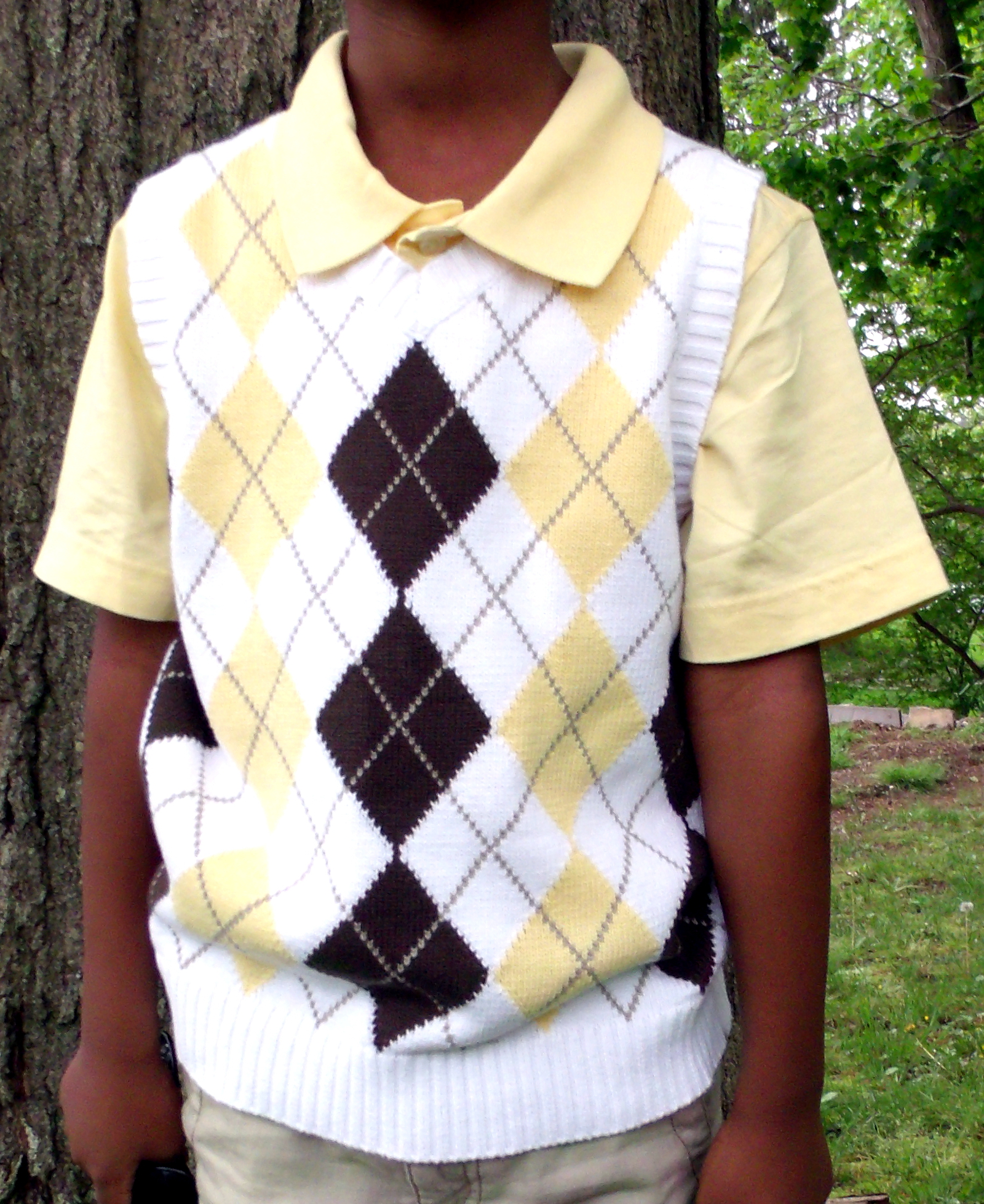